# Isidor Isaac Rabi
Pour les articles homonymes, voir Rabi.
Isidor Isaac Rabi, né le 29 juillet 1898 à Rymanów (Autriche-Hongrie) et mort le 11 janvier 1988 à New York, est un chercheur et professeur de physique américain d'origine austro-hongroise. Il reçoit le prix Nobel de physique de 1944 « pour sa méthode de résonance servant à enregistrer les propriétés magnétiques du noyau atomique ».

## Biographie
Isidor Isaac Rabi naît dans une famille juive et emménage aux États-Unis un an après sa naissance. Son père est couturier. Il étudie au Manual Training High School de Brooklyn, et obtient une bourse pour poursuivre son enseignement à l'université Cornell où il obtient un diplôme de chimie en 1919. Après Cornell, il décroche un emploi d'analyste de cire à meubles et de lait maternel. Il lance également un journal local à Brooklyn, et travaille un temps à la comptabilité d'un cabinet d'avocats. Il retourne étudier à Cornell, n'obtient pas la bourse désirée pour poursuivre des études en chimie et en reçoit une pour des études de physique. Il termine son doctorat en physique en 1927 à l'université Columbia. Originaire d'un milieu modeste, il réalise ses études avec un budget très serré, se nourrit mal, et en ressort diplômé avec plusieurs dents en moins
En 1930, Rabi commence des recherches sur la nature des forces liant les protons dans le noyau atomique, qui aboutissent à la création de la méthode de détection dans les faisceaux moléculaires par résonance magnétique, ce qui lui vaut de recevoir le prix Nobel de physique en 1944.
En 1940, il est mis en congé de Columbia pour travailler sur le développement du radar et de la bombe atomique en tant que directeur associé du laboratoire des radiations du Massachusetts Institute of Technology. Il accepte à contrecœur de devenir un consultant avec obligation de se rendre souvent au Laboratoire national de Los Alamos. Le général Leslie Groves insiste particulièrement pour le faire venir à Los Alamos (Rabi était un ancien étudiant de Robert Oppenheimer, qui gardait avec lui de bons contacts), afin de l'aider à supporter la pression pendant les jours précédant l'essai de la première bombe atomique.
Après la guerre, il est conseiller scientifique auprès du président Dwight D. Eisenhower. Il continue ses recherches, qui contribuent à l'invention du laser et de l'horloge atomique. 
Il est l'un des fondateurs du laboratoire national de Brookhaven et du CERN.
Isidor Isaac Rabi décède le 11 janvier 1988 à l'âge de 89 ans à Riverside Drive à New York.

## Ouvrage
Isidor Isaac Rabi est à l'origine de la création et du développement des techniques d'enregistrement des caractéristiques magnétiques des structures atomiques et cellulaires. 

## Citations
« Le monde serait meilleur sans Edward Teller » (un des concepteurs mais aussi défenseur de la bombe H).

## Récompenses
- 1944 : Prix Nobel de physique
- 1967 : Lauréat Atoms for Peace Award

## Vie privée
Son épouse née Helen Newmark est morte en 2005 à 102 ans.